# Nome in codice Dark Winter
Nome in codice Dark Winter è un romanzo di Andy McNab.

## Trama
Nick Stone è un agente K prima inglese e ora sotto il comando degli Stati Uniti d'America e viene inviato insieme ad un'agente britannica ad eliminare un pericoloso tecnico di al-Qāʿida, esperto di armi chimiche e batteriologiche, in Malesia. La missione è portata a termine con successo e Stone può andare a trovare sua figlia adottiva Kelly, la cui famiglia è stata sterminata anni prima e che palesa problemi di natura psicologica, fa uso di droghe ed è bulimica. Per questo motivo ritornano in Inghilterra, dai nonni paterni, per seguire le cure psichiatriche, ma il terrorismo islamico non lascia tempo a Stone di stare insieme a Kelly: una pericolosa arma batteriologica denominata Dark Winter è entrata entro i confini britannici, Londra ma anche a New York e Berlino e così Stone viene richiamato dal suo vecchio capo "Signorsì" a Londra per mettersi in contatto con l'informatore e scovare ed eliminare le cellule terroristiche che porteranno a termine l'attacco. 
Le cellule in Inghilterra vengono eliminate, ma le cose si complicano quando Kelly viene rapita dall'informatore che si rivela essere un altro terrorista e Stone viene ricattato se non riporta da Berlino alcune bottiglie con l'agente batteriologico. Stone chiede aiuto all'unica amica che gli rimane, l'agente britannica con cui ha portato a termine entrambe le missioni. Segretamente riportano le bottiglie a Londra e a Stone non rimane che una speranza, reagire con l'unica cosa che sa fare: l'agente addestrato SAS. Nei momenti risolutivi Stone deve salvare Kelly, la sua stessa vita e quella della sua collega, ed eliminare i terroristi prima che compiano uno degli attentati più terribili dalle stragi dell'11 settembre.

## Edizioni
- Andy McNab, Nome in codice Dark Winter, traduzione di Stefano Tettamanti, collana TEA, Longanesi & C., 2005,  p. 397, ISBN 88-462-0832-3.